# Scusi, si potrebbe evitare il servizio militare?... No!
Scusi, si potrebbe evitare il servizio militare?... No! è un film del 1974, diretto da Luigi Petrini.

## Trama
Carmelo Penitenza, ultracinquantenne sposato con cinque figli, a causa di un equivoco si trova richiamato alle armi. Arrivato in caserma, incontra un militare dall'aria simpatica, Renato Ordinanza. La vita in caserma, nonostante sia dura per entrambi, è tuttavia sottolineata da una serie di scherzi progettati dagli altri commilitoni. Si trovano dapprima in infermeria, quindi in una scuola, intenti a seguire una lezione sui vari pezzi che compongono un fucile. Compiendo una missione, Carmelo riesce ad avere gli elogi del comandante e la licenza; Renato lo segue e, arrivato a casa, conosce la figlia, Rosalia, e nasce presto una storia d'amore. Questi cerca di opporsi all'amicizia, ma Rosalia tiene duro. Quando arriva il giorno del congedo, alcuni militari leggono ordini del giorno nei quali si invitano i soldati a mettere la firma per un corso speciale della durata di tre anni. Carmelo tende un inganno a Renato e questi firma, così dovrà rimanere ancora sotto le armi, mentre gli altri si congederanno; però si consolerà ben presto poiché in Sardegna, dove è destinato, porterà Rosalia, ormai sua moglie.

## Censura
La Commissione di revisione rilasciò regolare nulla osta, limitando la visione ai minori di 14 anni:
A nulla valse il ricorso del produttore del film contro il divieto ai minori di anni 14, che venne respinto (2 ottobre 1974):

## Distribuzione e critica
Il film, una commedia militaresca, ebbe la prima proiezione il 15 agosto 1974, ma circolò nelle sale per poco tempo. Non si conosce l'incasso e fu totalmente ignorato dai critici. 

### Home video
Del film è stato pubblicato un DVD dalla Avo Film, anche se di difficile reperibilità.

## Altri tecnici
- Aiuto regista: Lucia Porfiri
- Assistente montaggio: Maria Francisci
- Ispettore di produzione: Giuseppe Scavuzzo
- Segretario di produzione: Antonio Carlucci
- Segretaria di edizione: Enrica Caruso
- Operatore alla macchina: Roberto Valdarchi
- Fonico: Ignazio Bevilacqua
- Parrucchiera: Luciana Blengini
- Sarte: Gisella Mosca, Elia Cecilia